# Liste flüchtlingsfeindlicher Angriffe in Deutschland
Die Liste flüchtlingsfeindlicher Angriffe in Deutschland verzeichnet Anschläge und Angriffe auf Flüchtlinge und Flüchtlingsunterkünfte in Deutschland seit dem Jahr der deutsch-deutschen Wiedervereinigung im Jahr 1990, bei denen fremdenfeindliche und rassistische Tatmotive nachgewiesen oder wahrscheinlich sind. Die Liste ist nicht vollständig.
Die Liste ist in folgende Jahreslisten aufgeteilt:
- Liste flüchtlingsfeindlicher Angriffe in Deutschland 1990 bis 2013
- Liste flüchtlingsfeindlicher Angriffe in Deutschland 2014
- Liste flüchtlingsfeindlicher Angriffe in Deutschland 2015
- Liste flüchtlingsfeindlicher Angriffe in Deutschland 2016
- Liste flüchtlingsfeindlicher Angriffe in Deutschland 2017
- Liste flüchtlingsfeindlicher Angriffe in Deutschland 2018
- Liste flüchtlingsfeindlicher Angriffe in Deutschland 2019